# Representació proporcional mixta
La representació proporcional mixta és un sistema electoral similar als sistemes de representació proporcional, però, que inclou un nombre específic (i fins i tot major) de diputats electes per majoria relativa. El votant realitza dos vots: un per elegir al representat (o diputat) del seu districte, i un d'altre per un partit. Aquests dos vots es poden realitzar de manera separada, o combinats (en votar pel representant automàticament es vota pel partit). Els diputats electes per majoria relativa s'anomenen diputats uninominals, els diputats electes per representació proporcional s'anomenen diputats plurinominals.
En cada districte electoral el representant n'és elegit utilitzant el principi de majoria relativa, en què el candidat amb el nombre més gran de vots, guanya la representació del districte). Després, a nivell nacional (o a nivell de circumscripció electoral, superior al nivell districtal) el nombre total dels seients del cos legislatiu és designat proporcionalment al nombre de vots que el partit rep. Els diputats que s'assignen proporcionalment provenen d'una llista que el partit presenta abans de les eleccions. Però, del nombre de seients que s'assignen a cada partit es resten els seients que hagin guanyat directament per majoria relativa, per tal que es mantingui la proporció dels vots en relació amb el nombre de seients que el partit té en total (uninonimals i plurinominals).
El sistema electoral que utilitza un sistema que combina la representació proporcional i la majoria relativa i que només conserva la proporció del nombre total de vots en l'assignació dels diputats plurinominals, però, no la proporció total dels seients del cos legislatiu s'anomena vot paral·lel. L'única diferència entre la representació proporcional mixta i el vot paral·lel és, doncs, que el nombre total dels diputats d'un partit en el cos legislatiu, assemblea o congrés, no correspon a la proporció de vots que hagi rebut en les eleccions.
Els següents països utilitzen el sistema de representació mixta:
- Alemanya
- Nova Zelanda
- Regne Unit[1]
- Bolívia
- Lesotho
- Mèxic (el sistema mexicà és una combinació de representació mixta i vot paral·lel; la proporció total no sempre correspon al nombre de vots).
- Hongria (el sistema hongarès és complex amb una representació menys proporcional que la representació mixta, però, més proporcional que el vot paral·lel).

## Altres tipus de sistemes electorals
- Escrutini uninominal majoritari
- Escrutini proporcional plurinominal